# Bholari
Bholari – miasto w Pakistanie, w prowincji Sindh. W 2017 roku liczyło 158 239 mieszkańców.